# يوجين دافي
يوجين دافي (بالإنجليزية: Eugene Davy)‏ هو لاعب اتحاد الرغبي أيرلندي، ولد في 26 يوليو 1904 في دبلن في جمهورية أيرلندا، وتوفي في 11 نوفمبر 1996 في جمهورية أيرلندا.

## وصلات خارجية
- يوجين دافي عل موقع إسبنسكروم (الإنجليزية)